# Desiree Ortiz
Pour les articles homonymes, voir Ortiz.
Desiree Ortiz (née le 28 décembre 1982 à Caracas) est une journaliste et mannequin vénézuélienne.

## Biographie
Desiree Ortiz Perez est née à Caracas en 1982. Elle suit des études de journalisme à l'université Santa Maria à Caracas dont elle sort diplômée en 1996.
Elle devient la présentatrice de "Show Business" sur la Venevisión, chaîne de télévision vénézuélienne diffusée dans 14 pays hispanophones. Cette diffusion lui permet d'acquérir assez rapidement une renommée internationale. Outre le Venezuela, elle vit ou travaille en Espagne, à Mexico, au Costa-Rica, en Colombie, en Argentine, puis aux États-Unis.
Desiree Ortiz s'installe définitivement aux USA, elle fait la navette entre Miami et Los Angeles. En 2006, elle commente la Coupe du monde de football pour le compte de Sky México, asseyant définitivement sa notoriété dans toute l'Amérique latine. 
Elle présente notamment des émissions sur les chaînes Fashion TV à Bogota, le « Mar del Plata music festival » en Argentine, Mexico's TV Azteca's Sports, Univision's Control, France-Cannes Festival et The Fox Sports Awards. Elle anime aussi une émission nommée « Latin Angel Special », émission télévisée dédiée à la beauté des femmes, à la gastronomie et au tourisme.
Desiree Ortiz est modèle dans de nombreuses publicités télévisées.

## Récompenses
Elle a reçu plusieurs prix de journalisme, dont le prix Premios Fox « Most Outstanding Young Journalist » en 2008. Elle a également été nommée « Mannequin de l'année » par le Film and Television Entertainment Council en 2006.